# زكريا نعيجي
زكريا نعيجي (مواليد 19 يناير 1995) (بالفرنسية: Zakaria Naidji)هو لاعب كرة قدم جزائري من خرجي اكادمية نادي بارادو لعب في عدة اندية من بينها اتحاد الجزائر وستاد لافالوا و يلعب حالياً في مولودية الجزائر يلعب في عدة مناصب كرأس حربة او في مركز صانع اللعب او جناح أمين او ايسر فهو متتعد المراكز.

## وصلات خارجية
- زكريا نعيجي على موقع قاعدة بيانات كرة القدم.إي يو (الإنجليزية)
- زكريا نعيجي على موقع ليكيب (الفرنسية)
- زكريا نعيجي على موقع ناشيونال فوتبول تيمز (الإنجليزية)
- زكريا نعيجي على موقع Soccerway.com (الإنجليزية)
- زكريا نعيجي على موقع عالم كرة القدم.نت (الإنجليزية)
- زكريا نعيجي على موقع GSA (الإنجليزية)